# Marihuána (regény)
A Marihuána Pintér Tamás regénye, amely 1970-ben jelent meg a Szépirodalmi Könyvkiadó gondozásában, 6800 példányban.
Az író így fogalmazott munkájáról a Könyvtájékoztató 1970. szeptemberi számábanː „Azért is született meg ez a könyv, mert azt hiszem, hogy ebben a kegyetlenül bonyolult világban, technikai csodákkal tele korban egyre inkább létfontosságú szükség ez emberi törvények, elemi normák betartása. Nem lehet hazugságban, kábulatban, hermetikus elszigeteltségben élni.”

## Előzmények
A történet csírája először a Homokba rajzolt madár című tévéjátékban jelent meg 1963-ban. A filmben egy nő felvesz egy stoppoló fiatalembert. A fiú lerázhatatlanul rátapad a nőre, holott az nem biztatja semmivel. Ragaszkodása lassan elnyeri jutalmát, Anna bizalmába fogadja Zoltánt. A nő a mának él, nincsenek eszméi, tervei. Férje Amerikába disszidált, és úgy tervezi, utána megy; nem szerelemből, inkább kötelességtudatból. A Zoltánnal töltött idő azonban megingatja elhatározását, és maradni akar. Egy levél hatására ismét az utazás mellett dönt, és Zoltán sem tesz semmit, hogy maradjon. A tévéjáték végül nem ad egyértelmű befejezést.

## Fogadtatása
Az Esti Hírlap 1976. december 6-ai kritikája azt veti az író szemére, hogy „megelégedett azzal, hogy nagyon szokványos, sok ismert motívumból előállított képet adjon néhány emberről, nehéz társként részt vennünk regénye cselekményében. Még véleményünk is alig-alig alakulhat ki, hiszen a cizellált és gondosan esztergált mondatok mélyén az ábrázolás csaknem olyan felszínes, mint egy képregényben.”